# Ove Gjedde

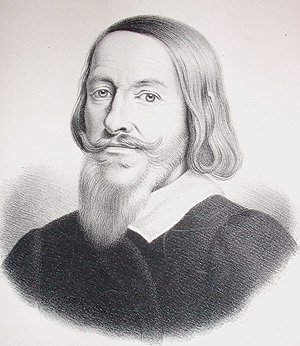
Reichsadmiral Ove Gjedde (Darstellung von J.P. Trap, 1867)

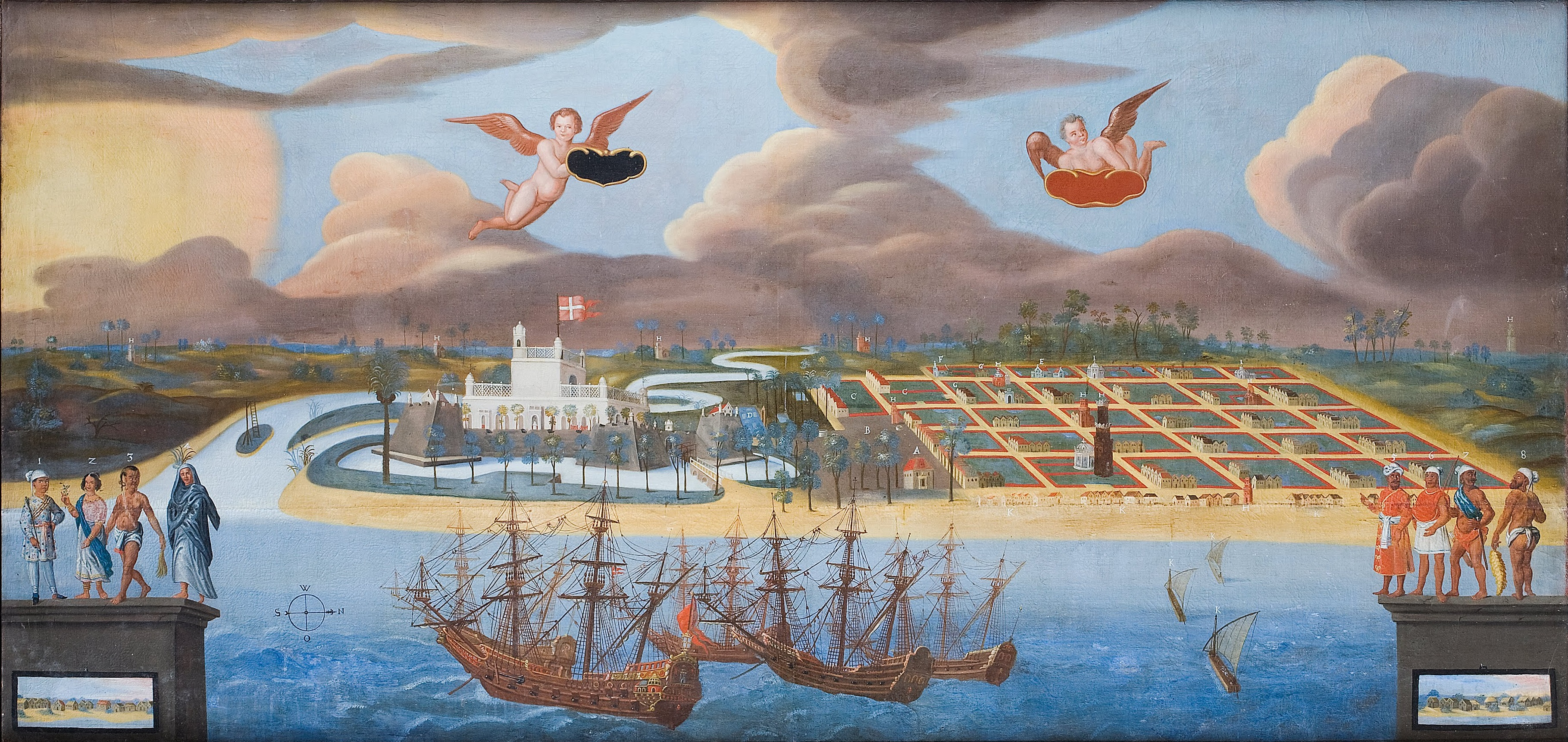
Gjeddes dänische Kolonie Tranquebar in Indien (17. Jahrhundert)

Ove Gjedde, dänisch Ove Giedde (* 27. Dezember 1594 in Tommarp, damals Dänemark-Norwegen; † 19. Dezember 1660 in Kopenhagen) war ein dänischer Reichsadmiral.

## Leben
Der aus der Region Schonen stammende Ove Gjedde studierte in Deutschland und den Niederlanden, ehe er 1618 für die zwei Jahre zuvor gegründete Dänische Ostindien-Kompanie nach Indien segelte und dort 1620 die dänische Kolonie Tranquebar errichtete. Ab 1622 zurück in der Heimat, diente er auf verschiedenen Verwaltungsposten und in verschiedenen Regimentern in Norwegen.
Bei Ausbruch des dänisch-schwedischen Krieges 1643 diente Gjedde in der Dänischen Marine. Er versuchte 1644/45 eine Blockade Göteborgs, verlor aber dabei 1645 sein Flaggschiff, die Sanct Sophia, durch Strandung. Nach dem Tod des Reichsadmirals Jørgen Vind wurde Gjedde 1645 dessen Nachfolger als Oberbefehlshaber der Flotte, ohne die dänische Niederlage verhindern zu können. Dennoch wurde er 1648 Ritter des Elefanten-Ordens.
Ab 1648 erkrankte Gjedde wiederholt, und im 1655 gegründeten Admiralskollegium verlor er an Einfluss, so dass er sich auf das Kommando über die dänische Festung Helsingborg in Schonen zurückzog. Gleich zu Beginn eines erneuten Krieges wurde er dort 1657 von den Schweden gefangen genommen; die dänische Flotte führten stattdessen Reichsvizeadmiral Henrik Bjelke und Holmadmiral Niels Juel. Gjedde blieb trotz seines hohen Alters auch nach dem Frieden von Roskilde (1658) in schwedischer Gefangenschaft und wurde erst im September 1660, drei Monate nach dem Frieden von Kopenhagen, freigelassen.
Vertrieben aus seinen Besitzungen in Schonen, die Dänemark an Schweden hatte abtreten müssen, erlag Gjedde schon im Dezember 1660 in Kopenhagen den gesundheitlichen Folgen der schwedischen Festungshaft.